# Fontaine de Canaletes
La fontaine de Canaletes (catalan : Font de les Canaletes ;  espagnol : Fuente de Canaletas : « fontaine des petits canaux ») est une des fontaines les plus symboliques de Barcelone. Elle est située sur la Rambla.

## Histoire
Au XVIe siècle existait une source dont l'eau jaillissait des petits canaux, « Canaletes », qui allaient alimenter un abreuvoir. Lorsque les murs de la ville furent détruits, on reconstruisit une fontaine plus moderne. C'est celle qui est visible aujourd'hui et date du XIXe siècle. La source actuelle est située dans la région de Montcada.

## Traditions
La fontaine est célèbre pour la légende qui dit que  « celui ou celle qui boit de son eau reviendra à Barcelone ». C'est ainsi que tous ceux qui aiment la ville ou comptent y retourner un jour boivent de cette eau par superstition.
C'est autour de cette fontaine que se rassemblent les supporters du Football Club de Barcelone à chaque fois que celui-ci remporte une victoire. Cette tradition remonte aux années 1930, lorsque les supporters allaient s'enquérir des résultats auprès du journal politique et sportif La Rambla, situé juste devant la fontaine. Sur la porte d'entrée était accrochée une ardoise avec les résultats des matches du jour. Lorsque Barcelone gagnait un match, tous les supporters célébraient la victoire autour de la fontaine.